# Saint-Maur (Indre)
Saint-Maur é uma comuna francesa na região administrativa do Centro, no departamento de Indre. Estende-se por uma área de 87.91 km². Em 2010 a comuna tinha 3 730 habitantes (densidade: 42,4 hab./km²).
Em 1 de janeiro de 2016, a antiga comuna de Villers-les-Ormes foi incorporada.